# روابط ایران و کانادا
روابط دیپلماتیک ایران و کانادا از سال ۱۳۳۳ (۱۹۵۵ میلادی) آغاز شد. اگرچه در آن زمان به‌دلیل عدم تأسیس سفارت در ایران، امور بین دو کشور، توسط سفارت بریتانیا در تهران پیگیری می‌شد اما پس از بازدید یک هیئت دیپلماتیک کانادایی از ایران در سال ۱۳۳۷ این کشور سفارت خود در تهران را دو سال بعد، تأسیس کرد. این دو کشور در حال حاضر روابط دیپلماتیک ندارند و سفارت ایتالیا در تهران، حافظ منافع کانادا در ایران است و سفارت سلطنت عمان در کانادا، به‌عنوان حافظ منافع ایران در کانادا عمل می‌کند.
در پی تنش‌های به وجود آمده پساز انقلاب ۱۳۵۷، روابط دو کشور در سال ۱۳۵۹ قطع شد و این وضعیت تا سال ۱۳۶۹ که سفارتخانه‌های دو کشور دوباره بازگشایی شد، ادامه داشت. مبادلهٔ سفیر میان دو کشور در سال ۱۳۷۴ صورت گرفت. در طی این مدت مهاجرت گستردهٔ ایرانیان به کانادا و همچنین قطع روابط و تحریم‌های آمریکا علیه ایران بر اهمیت برقراری روابط با کانادا افزود. به دلیل روابط تنگاتنگ همه‌جانبه میان آمریکا و کانادا، این کشور نقش مهمی در تأمین کالاهای آمریکایی مورد نیاز کشور ایران داشته‌است.
روابط ایران و کانادا تنها در دولت نخست سید محمد خاتمی شرایط آرامی را تجربه کرد. رویداد قتل زهرا کاظمی روابط دو کشور را تا پایان دولت دوم وی تحت‌الشعاع قرار داد و پس از روی کار آمدن دولت محمود احمدی‌نژاد کنار گذاشته شدن سیاست تنش‌زدایی از دستور کار وزارت امور خارجه ایران روابط دو کشور به‌شدت کاهش یافت و تنش‌های فراوانی را شاهد بود.
در ۱۷ شهریور ۱۳۹۱ کانادا در پاسخ به سیاست خارجی ایران و نگرانی از تأمین امنیت دیپلمات‌های کانادایی سفارت خود را در تهران تعطیل کرد و روابط دیپلماتیکش را با ایران به حالت تعلیق درآورد.
پس از انتخاب جاستین ترودو به سمت نخست‌وزیر کانادا، هر دو کشور مذاکرات خود را برای ازسرگیری روابط، آغاز کرده‌اند.
سفارت ایران در کانادا در خیابان متکالف شهر اتاوا و سفارت کانادا در ایران در خیابان کوه نور (شهید سرافراز) تهران، واقع شده‌اند.

## دولت موقت و دولت بنی‌صدر
پس از بحران گروگان‌گیری در سفارت ایالات متحده آمریکا در ۱۳ آبان ۱۳۵۸، سفارت کانادا به درخواست جیمی کارتر به مرکز فعالیت‌های اطلاعاتی سازمان سیا تبدیل شد. کن تایلر که از سال ۱۳۵۷ تا ۱۳۶۰ سفیر کانادا در تهران بوده گفته‌است که وی عملاً به مسئول اطلاعاتی شماره یک آمریکا در ایران تبدیل شده بود و اطمینان داشت که مقامات ایرانی به فعالیت‌های سری وی پی نخواهند برد.

## نخستین قطع رابطه

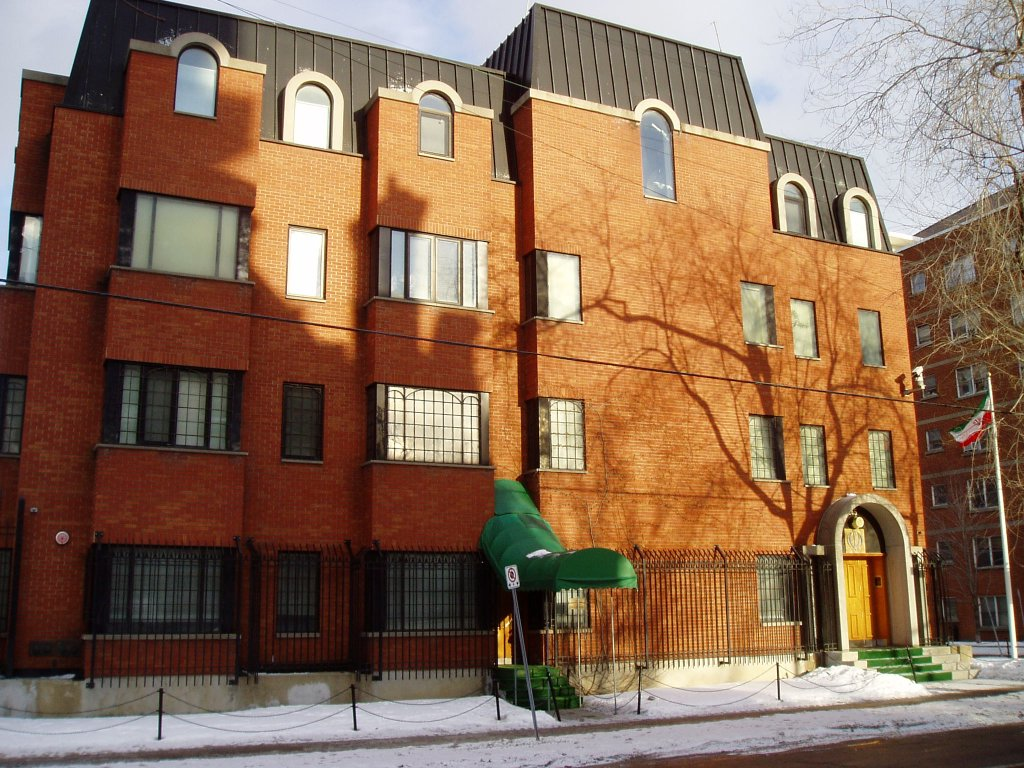
سفارت پیشین ایران در اتاوا

روابط دو کشور در پی تنش‌های به وجود آمده پس از انقلاب ۱۳۵۷ ایران در سال ۱۳۵۹ قطع شد. این وضعیت تا سال ۱۳۶۹ که سفارتخانه‌های دو کشور بازگشایی شد ادامه داشت. مبادلهٔ سفیر میان دو کشور در سال ۱۳۷۴ صورت گرفت.

## دولت خاتمی

### زهرا کاظمی
گرچه پس از دوم خرداد و روی کار آمدن دولت اصلاح طلب محمد خاتمی روابط ایران با کشورهای غربی بهبود یافت اما مرگ زهرا کاظمی خبرنگار ایرانی-کانادایی موجب آغاز تنش در روابط دو کشور شد. دولت کانادا سعید مرتضوی قاضی سابق مطبوعات و دادستان تهران را عامل مرگ وی می‌دانست. رئیس اداره مطبوعات خارجی وزارت فرهنگ و ارشاد اسلامی (که مسئول صدور مجوز فعالیت برای خبرنگاران خارجی از جمله زهرا کاظمی است) اندکی پس از مرگ وی افشا کرد که سعید مرتضوی وی را بلافاصله پس از مرگ کاظمی در بیمارستان احضار و با تهدید از او خواسته‌است که متن خبر مرگ زهرا کاظمی در بیمارستان را به همراه اتهاماتی همچون جاسوس بودن او که توسط مرتضوی تنظیم شده بود در اختیار خبرگزاری جمهوری اسلامی (ایرنا) قرار داده و درگذشت وی را اعلام کند. بعدها همچنین دکتر شهرام اعظم یکی از پزشکان پاسدار در بیمارستان بقیةالله متعلق به سپاه پاسداران انقلاب اسلامی پس از پناهندگی به کانادا گفت که نخستین کسی بوده‌است که زهرا کاظمی را در هنگام انتقال از زندان به بیمارستان معاینه و آثار شکنجه و تجاوز را بر پیکر وی دیده‌است.
مجلس اصلاح طلب ششم نیز در گزارش خود عوامل دادستانی را در این رویداد مقصر می‌دانست. اما قوه قضائیه ایران تلاش داشت که وزارت اطلاعات دولت خاتمی را در این بین مقصر اعلام کند و یک مأمور وزارت اطلاعات را محاکمه کرد. گرچه وی هم نهایتاً تبرئه و عنوان شد که زهرا کاظمی بر اثر اصابت سرش به جسم سخت (که به گفتهٔ آنان بر اثر اعتصاب غذایش بوده) به‌صورت اتفاقی کشته شده‌است. دادگاه تجدیدنظر این پرونده هنوز هم با وکالت شیرین عبادی و محمد سیف‌زاده از وکلا و کنش‌گران حقوق بشر ایرانی ادامه دارد و پس از گذشت سالیان به نتیجه نرسیده‌است.
روابط ایران و کانادا پس از این رویداد به سردی گرایید. گرچه پسر زهرا کاظمی خواستار فعالیت بیشتر دولت کانادا در این زمینه بود.
پس از این رویداد، دولت کانادا تحرک بیشتری در محکومیت نقض حقوق بشر در جمهوری اسلامی ایران نشان داد. همچنین سازمان مجاهدین خلق ایران را در لیست سازمان‌های تروریستی قرار داد.

### فراخوانی سفیر و کاهش شدید روابط
کانادا در اعتراض به نحوهٔ رسیدگی دستگاه قضایی جمهوری اسلامی به پروندهٔ زهرا کاظمی، سفیر خود (فیلیپ مکینان) را از تهران فراخواند. این وضعیت بیش از چهار ماه ادامه داشت تا گوردون ونر به‌عنوان سفیر جدید در ایران معرفی شد. دولت کانادا و همچنین خانوادهٔ زهرا کاظمی، خواستار انتقال پیکر وی به کانادا بودند. اما به گفتهٔ بی‌بی‌سی فارسی مقامات ایران به‌سرعت جسد او را در شیراز دفن کرد. دولت کانادا همچنین اعلام کرد که روابط خود را با ایران به‌شدت محدود خواهد کرد.

## دولت محمود احمدی‌نژاد و روابط حداقلی
با روی‌کار آمدن دولت محمود احمدی‌نژاد و بدتر شدن وضعیت حقوق بشر و برنامه هسته‌ای در ایران، روابط ایران و کشورهای غربی از جمله کانادا به‌شدت کاهش یافت. این کشور همچون سایر کشورهای غربی در تحریم ایران مشارکت جست. در این دوره، روابط سیاسی در حد کاردار باقی‌ماند و روابط دو کشور همواره در شرایط بحرانی بود.

### محکومیت نقض حقوق بشر
دولت کانادا برای ارائهٔ بیانیه محکومیت ایران در کمیسیون حقوق بشر سازمان ملل پیش‌قدم شد. در پی تصویب این بیانیه، دولت ایران نیز کانادا را به‌دلیل آنچه نقض حقوق اقوام اولیه کانادا خواند محکوم کرد و برخی نمایندگان خواستار بستن سفارت کانادا در تهران شده و آن را لانهٔ جاسوسی دوم نامیدند.

### میل کردن روابط تجاری به صفر
در این مدت نهادهای اقتصادی بخش خصوصی ایران همچون اتاق بازرگانی، صنایع، معادن و کشاورزی ایران خواستار آن شدند که دولت کانادا (همچون برخی دولت‌های اروپایی) از موضع قبلی خود مبنی بر کاهش روابط با ایران صرف‌نظر کرده و روابط اقتصادی و تجاری با ایران را از سر گیرد. این درخواست قویا از سوی دولت کانادا رد شد. در شرایطی که تجارت خارجی کانادا بیش از ۴۰۰ میلیارد دلار در سال ۲۰۰۸ میلادی بود، سهم روابط ایران و کانادا تنها ۴۰ میلیون دلار بود. کاهش روابط به حدی بود که بازرگانان ایران پس از جلسهٔ مشترک با تجار کانادایی در اسفند ۱۳۸۷ از احتمال قطع این مقدار ناچیز سخن گفتند.

### قطع روابط علمی
همکاری‌های علمی و فنی میان دو کشور که مهم‌ترین بخش آن اعزام دانشجویان بورسیه به کانادا بود در سال‌های آغازین روی کار آمدن دولت احمدی‌نژاد قطع شد و دولت اعلام کرد که از ارسال دانشجوی بورسیه به برخی کشورهای غربی از جمله کانادا خودداری می‌کند.

### مشکل روادید
پس از روی‌کار آمدن دولت محمود احمدی‌نژاد کانادا سخت‌گیری فراوانی در صدور روادید برای ایرانیان صورت داده که اعتراضات زیادی از سوی ایرانیان را در پی داشته‌است.

### قطع روابط دیپلماتیک
در ۷ سپتامبر ۲۰۱۲ برابر با ۱۷ شهریور ۱۳۹۱، وزارت امور خارجه کانادا با اعلام بستن سفارت خود در تهران و عنصر نامطلوب توصیف کردن کارمندان سفارت ایران در این کشور، اقدام به قطع روابط دیپلماتیک با ایران کرد. این وزارتخانه همچنین از همهٔ کارمندان سفارت ایران در خاک کانادا درخواست کرد تا در بیشینه ۵ روز خاک این کشور را ترک کنند. در بیانیهٔ وزارت امور خارجه آمده‌است:
رویکرد کانادا در برابر رژیم ایران به‌خوبی شناخته شده‌است. کانادا حکومت جمهوری اسلامی را به‌عنوان بزرگ‌ترین تهدید برای صلح جهانی و امنیت در جهان امروزین می‌شناس. این حکومت، در حال کمک‌رسانی هرچه بیشتر به رژیم اسد است؛ از گردن نهادن به قطعنامه‌های شورای امنیت سازمان ملل متحد در زمینهٔ برنامهٔ هسته‌ای خود سر باز می‌زند؛ به‌طور مرتب اسرائیل را تهدید می‌کند؛ دست به لفاظی‌های نژادپرستانه و ضد نژاد سامی می‌زند و نسل‌کشی را تهییج می‌کند. از سوی دیگر، رژیم ایران بی‌اعتنایی آشکاری به کنوانسیون وین درباره روابط کنسولی و تضمین امنیت دیپلمات‌ها نشان داده‌است. در چنین شرایطی کانادا نمی‌تواند بیش از این به حضور دیپلماتیک در ایران ادامه دهد… روابط دیپلماتیک میان کانادا و ایران تعلیق شده‌است. همه دیپلمات‌های کانادایی خاک ایران را ترک کرده‌اند و به دیپلمات‌های ایرانی در اتاوا دستور ترک خاک کشور در پنج روز آینده داده شده. در ۱۷ سپتامبر ۲۰۱۲ کانادا اعلام کرد که سفارت ایتالیا در تهران حافظ منافع این کشور در ایران خواهد بود. [18][1 از آن هنگام تاکنون، کانادا جلوی دسترسی ایرانیان مقیم کانادا به خدمات کنسولی ایران را گرفته‌است.

#### واکنش‌های داخلی
- علاءالدین بروجردی رئیس کمیسیون امنیت ملی و سیاست خارجی مجلس شورای اسلامی گفت که تصمیمات کانادا را فرماندار کل بریتانیایی‌اش می‌گیرد و خواستار واکنش فوری و قاطع وزارت امور خارجه ایران شد. او این کار را پیروی کورکورانهٔ کانادا از بریتانیا خواند. وی برگزاری موفق شانزدهمین نشست جنبش غیرمتعهدها در تهران را نیز از عوامل این کار دانست.[۲۰][18][18]
- رامین مهمان‌پرست سخنگوی وزارت امور خارجه ایران این اقدام را واکنش به «شکست مفتضحانه» آمریکا و بریتانیا و کانادا از ایران در نشست عدم تعهد دانست و گفت آن‌ها می‌خواهند این برگ زرین را با اقدام خود کمرنگ کنند. او گفت ایران پاسخ مناسب را به این واکنش افراطی و عجولانهٔ دولت کانادا خواهد داد.[۲۲]

#### واکنش‌های خارجی
- اسرائیل: بنیامین نتانیاهو نخست‌وزیر اسرائیل این موضوع را ستود و خواهان انجام اقدامات همانند توسط دیگر کشورهای جهان شد.[۲۳]
- کانادا: در داخل کانادا این حرکت با انتقادهایی به‌ویژه از سوی تعدادی از دیپلمات‌های کانادایی از جمله چند سفیر سابق کانادا در ایران رو به رو شد.[۲۴]

## دولت حسن روحانی

### توافق هسته‌ای
پس از امضای برنامه جامع اقدام مشترک میان ایران و گروه ۱+۵ در وین، وزارت خارجه کانادا در ۲۳ تیرماه ۱۳۹۴ طی بیانیه‌ای ایران را به حمایت از تروریسم محکوم و این کشور را همچنان تهدیدی اساسی برای امنیت و صلح جهانی برشمرد. با پایان دورهٔ دولت محافظه‌کار استیون هارپر و آغاز دولت لیبرال جاستین ترودو با آن‌که انتقادهای دولت کانادا از وضعیت حقوق بشر در ایران همچنان پابرجاست. اما وی با ابراز رضایت از این توافقنامه آن را مسیری درست خواند.

### تلاش برای برقراری ارتباط مجدد
در ۱۸ ژانویهٔ ۲۰۱۶ جاستین ترودو با اعلام بررسی احتمال از سرگیری مجدد رابطه با ایران، از بررسی گسترش روابط در جلسه‌های آیندهٔ هیئت وزیران خبر داد. نخست‌وزیر کانادا همچنین توقف بخشی از فعالیت‌های هسته‌ای ایران را گام‌هایی قابل توجه دانست که ایران در جهت احترام به انتظارات بین‌المللی برداشته‌است. روز بعد در ۱۹ ژانویهٔ ۲۰۱۶ کانادا اعلام کرد که آماده است تحریم‌های اقتصادی علیه ایران را لغو کند.
در ۲۶ ژانویهٔ ۲۰۱۶ استفان دیون، وزیر امور خارجه کانادا اعلام کرد که کانادا در راه برداشتن تحریم‌ها علیه ایران به بمباردیه اجازه خواهد داد به ایران صادرات داشته باشد. در هفتهٔ بعد در ۵ فوریهٔ ۲۰۱۶ کانادا رسماً اعلام کرد تحریم‌های خود علیه ایران را لغو کرده‌است.
در ۲ مه ۲۰۱۶ ایران خبر داد که گفتگو با کانادا برای ازسرگیری روابط در نیویورک آغاز شده‌است. روز بعد وزیر امور خارجه کانادا گفتگو با ایران را برای عادی‌سازی روابط تأیید کرد. البته وی همچنین گفت که کانادا برنامه‌ای برای خارج کردن ایران از فهرست حامیان دولتی تروریسم ندارد.
۱ اوت ۲۰۱۶ مجید تخت‌روانچی معاون اروپا و آمریکای وزارت امور خارجه ایران اعلام کرد که دور دوم گفتگوها بین ایران و کانادا برای ازسرگیری روابط انجام شده‌است.
ایرانیان ساکن کانادا با امضای دادخواست‌های متعدد به دولت کانادا خواستار از سرگیری روابط دیپلماتیک بین کانادا و ایران شدند. در یک مورد از این دادخواست‌ها که در ۷ سپتامبر ۲۰۱۶ با حمایت مجید جوهری نمایندهٔ پارلمان از منطقه ریچموند هیل، انتاریو آغاز شد و تا ۵ ژانویهٔ ۲۰۱۷ ادامه دارد؛ در دو هفتهٔ نخست، نزدیک به ۷۵۰۰ نفر این دادخواست را امضا کردند.
در ۲۱ سپتامبر ۲۰۱۶ استفان دیون، وزیر خارجه کانادا و محمدجواد ظریف، وزیر خارجه ایران در حاشیه مجمع عمومی سازمان ملل متحد در نیویورک دیدار کردند. این نخستین ملاقات وزرای خارجه دو کشور از زمان قطع ۴ سالهٔ روابط در دورهٔ دولت پیشین کانادا بود. استفان دیون پیش از دیدار با جواد ظریف به بی‌بی‌سی گفت کشورش اراده‌ای جدی برای از سرگیری روابط دارد. در این دیدار دو طرف افزون بر گفتگو دربارهٔ وضعیت روابط دوجانبه، دربارهٔ پرونده‌های کنسولی و مسائل منطقه‌ای بحث کردند که شامل هما هودفر شهروند ایرانی کانادایی می‌شد. ۶ روز پس از این مذاکرات، سخنگوی وزارت امور خارجه ایران از آزادی هما هودفر به‌دلایل انسان‌دوستانه خبر داد.

### مشکلات برای بازگشایی
در اواخر ژانویهٔ ۲۰۱۷ مجید تخت‌روانچی اعلام کرد قانونی که در زمان دولت محافظه‌کار استیون هارپر در مجلس کانادا تصویب شده و بر اساس آن مصونیت سیاسی دیپلمات‌های ایرانی در این کشور لغو شده‌است مانع قانونی برای بازگشایی سفارت به‌شمار می‌رود. بر اساس قوانین بین‌المللی، دیپلمات‌ها در محل مأموریت خود در خارج از کشورشان دارای مصونیت سیاسی و قضایی هستند.

### حفظ ایران در فهرست حامیان تروریسم
در ۲۰ ژوئن ۲۰۱۷ وزارت خارجه کانادا اعلام کرد که نام ایران و سوریه را در فهرست حامیان دولتی تروریسم حفظ خواهد کرد. وزارت خارجهٔ کانادا از سال ۲۰۱۲ نام ایران را در فهرست کشورهای حامی تروریسم ثبت کرده و هر دو سال یک‌بار نیز آن را بررسی می‌کند.

### کاووس سیدامامی
در ۱۹ بهمن ۱۳۹۶ اعلام شد که کاووس سیدامامی شهروند ایرانی-کانادایی و کنشگر محیط زیست در زندان اوین خودکشی کرده‌است. دولت کانادا خواستار تحقیق مستقل دربارهٔ مرگ او شد. همچنین دولت ایران «مریم ممبینی» همسر کاووس سیدامامی را برای سه ساعت بازجویی کرده و از خروج او از ایران جلوگیری کرد. نخست‌وزیر کانادا از دولت ایران خواست که به مریم ممبینی اجارهٔ خروج دهد. «رامین سید امامی» گفته که پس از ترک ایران و اعلام خبر فوت پدرش «تحت فشار زیاد و در ارعاب دائمی بوده‌است».

### توقف مذاکره با ایران
در ۱۳ ژوئن ۲۰۱۸ پارلمان کانادا در مصوبه‌ای به توقف مذاکرات از سرگیری روابط با ایران رأی داد و سپاه پاسداران انقلاب اسلامی را وارد فهرست گروه‌های حامی تروریسم کرد. این طرح از سوی نماینده حزب محافظه‌کار در مجلس ارائه شده بود. پس از آن‌که جاستین ترودو، نخست‌وزیر کانادا از حزب لیبرال به حمایت از آن قیام کرد همهٔ اعضای حزب لیبرال در کابینهٔ او به این طرح رأی مثبت دادند. طرح مشابهی نیز چند هفته پیش از آن با مخالفت نخست‌وزیر کانادا و حزب او روبه‌رو شده و رأی نیاورده بود.

### تهدید سایبری ایران
مرکز امنیت سایبری کانادا روز چهارشنبه ۱۸ نوامبر ۲۰۲۰ با انتشار گزارشی، ایران را در کنار سه کشور چین و روسیه و کره شمالی «بزرگ‌ترین تهدید» سایبری برای این کشور معرفی کرد.

## مصادرهٔ دارایی‌های ایران

### قانون عدالت برای قربانیان تروریسم
بر اساس قانون «عدالت برای قربانیان تروریسم» که در سال ۲۰۱۲ در کانادا صادر شده‌است، قربانیان تروریسم می‌توانند به دادگاه‌های کانادا از ایران شکایت کرده و غرامت دریافت کنند. در خرداد ۱۳۹۵ دادگاه عالی انتاریو به‌خاطر حمایت ایران از تروریسم، رأی به مصادرهٔ ۱۳ میلیون دلار کانادا از محل دارایی‌های غیردیپلماتیک ایران از جمله حساب‌های بانکی، به خانوادهٔ قربانیان حملات گروه‌های حزب‌الله لبنان و حماس داد.

### حکم دادگاه
در تاریخ ۱۸ فوریهٔ ۲۰۱۷ دادگاه انتاریو، ایران را به پرداخت ۳۰۰ هزار دلار جریمه به شاکیان قضایی که ایران را به حمایت از تروریسم متهم کرده‌اند، محکوم کرد. در این حکم به ایران تا ۸ فوریه ۲۰۱۷ زمان برای پرداخت داده شده‌است. همین دادگاه در سال ۲۰۱۶ ایران را به پرداخت ۱۳ میلیون دلار به قربانیان تروریسم محکوم کرده بود که از دارایی‌های غیر دیپلماتیک ایران پرداخت شد. همچنین در سال ۲۰۱۴ نیز ایران را به پرداخت ۷ میلیون دلار به قربانیان تروریسم محکوم کرده بود.

### حکم دادگاه استیناف
در ۴ ژوئیهٔ ۲۰۱۷ دادگاه استیناف استان انتاریو کانادا حکم ۱٫۷ میلیارد دلاری توسط دادگاه ایالات متحدهٔ آمریکا علیه دولت ایران برای قربانیان آمریکایی تروریسم را مورد تأیید قرار داد و مصونیت کشوری برای ایران را رد کرد و تهران را متهم کرد که تلاش دارد تا «قانون عدالت کانادا برای قربانیان تروریسم» را از دور خارج کند. حکم قاطع در رد درخواست تجدید نظر ایران توسط دادگاه استیناف، یک پیروزی دیگر برای قربانیان تروریسم و حسابرسی از ایران برای حمایت آن از حماس و حزب‌الله در طی کمپین تروریستی از دههٔ ۱۹۸۰ تا ۲۰۰۲ است. در ۱۲ سپتامبر ۲۰۱۹ دولت کانادا با فروش ساختمان‌های متعلق به دولت ایران در شهرهای اتاوا و تورنتو ده‌ها میلیون دلار به خانواده‌های این قربانیان پرداخت.
قاضی سی ویلیام هوریگان در حکمی از جانب هئیتی از قضات نوشت: «این حملات تروریستی که حکم دادگاه ایالات متحده در رابطه با آن‌ها می‌باشد، برای جامعهٔ متمدن، نفرت‌انگیز است». در این حکم آمده‌است: «هیچ تعرض و اشکالی در استفاده از شیوه‌های مسالمت‌آمیز برای مبارزه با تروریسم وجود ندارد». حکم دادگاه اضافه می‌کند «برعکس دادن اعطای خسارت که ممکن است تأثیر پیشگیرانه‌ای داشته باشد یک واکنش حساب‌شده و قابل فهم در مقابل تروریسم دولتی بوده و تماماً با اخلاق حقوقی کانادا مطابقت دارد».

### واکنش ایران
بهرام قاسمی، سخنگوی وزارت خارجه ایران، این حکم دادگاه را مغایر اصول بدیهی حقوق بین‌الملل دانسته و آن را غیرقابل قبول اعلام کرد.

### پرواز ۷۵۲ هواپیمایی اوکراین
در ژانویهٔ ۲۰۲۰، سپاه پاسداران انقلاب اسلامی یک هواپیمای هواپیمایی بین‌المللی اوکراین را لحظاتی پس از برخاست از فرودگاه بین‌المللی امام خمینی ساقط کرد. در پی این حمله، تمامی ۱۷۶ سرنشین این هواپیما، جان باختند که بیشتر آن‌ها شهروندان کانادایی یا ایرانیان مقیم کانادا بودند که مقصد نهایی ۱۳۸ نفر از آن‌ها، کانادا بود. کانادا از این اقدام حکومت جمهوری اسلامی، انتقاد کرد. جاستین ترودو نخست‌وزیر کانادا با صدور بیانیه‌ای در ۳ دی ۱۳۹۹، اعلام کرد دولت کانادا، روز ۸ ژانویهٔ هر سال را به‌عنوان روز ملی بزرگداشت قربانیان سوانح هوایی تعیین می‌کند.

## پیونده به بیرون
- وبگاه سفارت کانادا در تهران
- وبگاه سفارت ایران در کانادا
- وبگاه کنگره ایرانیان کانادا
- جزئیات خروج محرمانه دیپلمات‌های کانادایی از ایران